# Bousson
Bousson è una frazione del comune di Cesana Torinese, nella città metropolitana di Torino, già comune autonomo fino al 1928.

## Geografia fisica

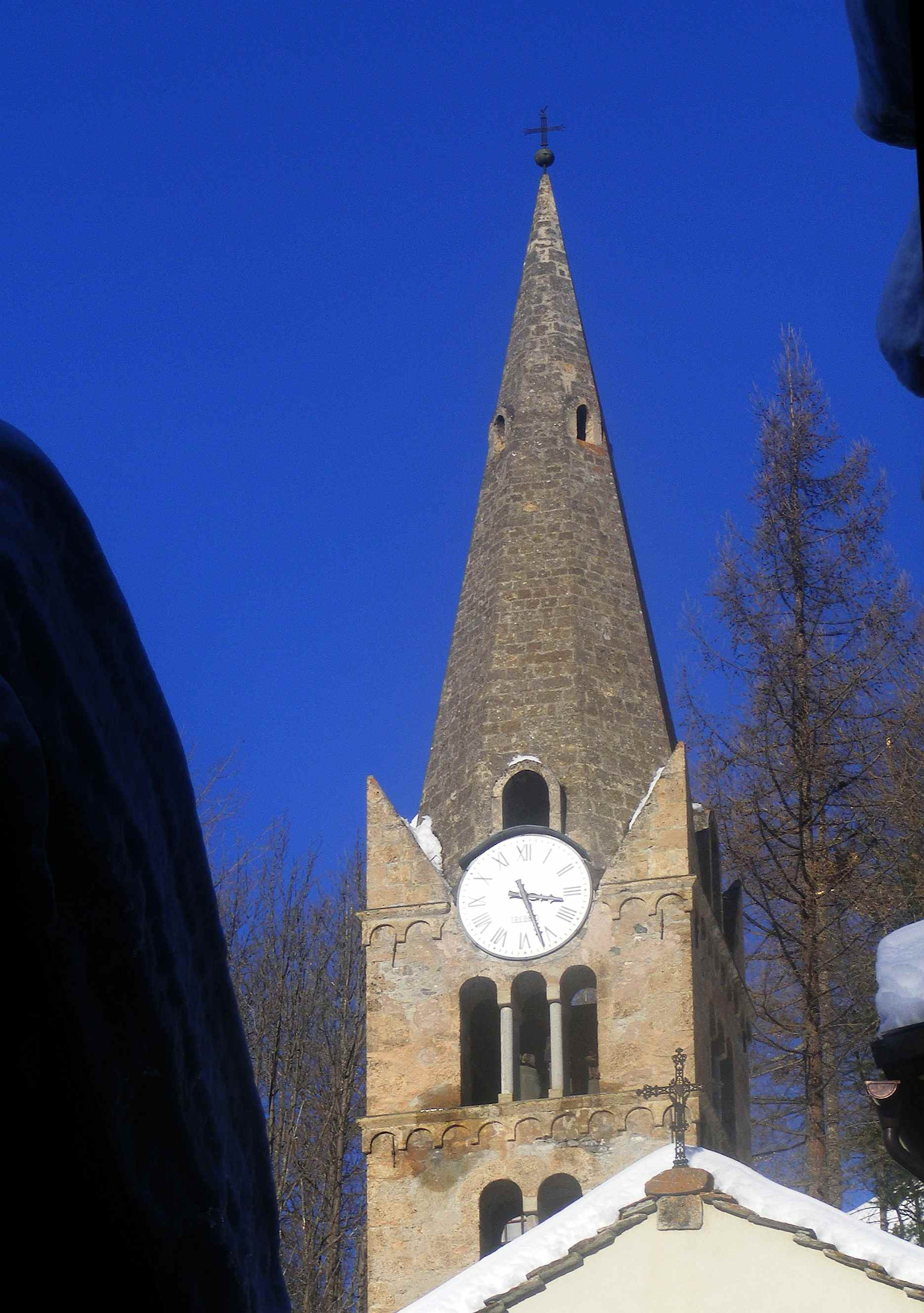
Il campanile della chiesa della Madonna della Neve

È una borgata di Cesana situata lungo il corso della Ripa, che divide il borgo in due parti. A Bousson si congiungono l'alta Val di Susa e la Val Thuras, il cui omonimo torrente confluisce nella Ripa.

## Monumenti e luoghi di interesse
Nel borgo inferiore si trova la cinquecentesca chiesa parrocchiale eretta in onore della Madonna della Neve, la cui festa patronale ricorre il 5 di agosto.
Nel piccolo borgo superiore si trovano invece la suggestiva chiesetta del Santo Spirito e la casa delle lapidi, un edificio caratterizzato da una particolare ornamentazione che è stata oggetto di vari studi da parte di archeologi e storici dell'arte.
Appena fuori dal paese, sulla strada verso Sauze di Cesana, si trova una caserma degli Alpini, già sede fino al 1953 della Guardia alla Frontiera. A monte di Bousson si trova il SIC/ZSC denominato Cima Fournier e Lago Nero (cod.IT1110058).

## Cultura

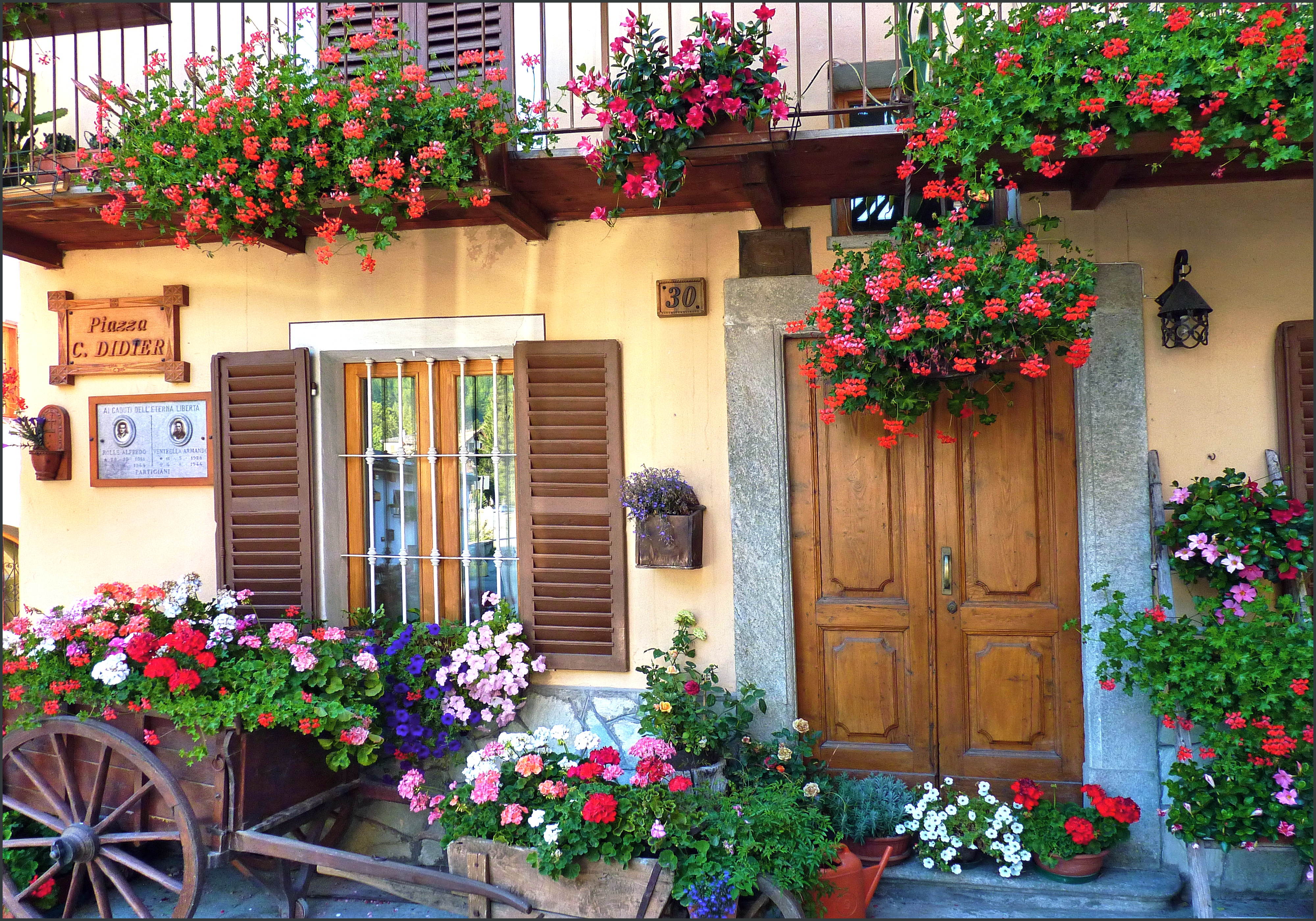
Piazzetta Didier

Bousson ha fatto da set per alcune scene finali del film Benvenuto Presidente!, girato nel 2013.